# زیبای آمریکایی (فیلم ۱۹۹۹)
زیبای آمریکایی (به انگلیسی: American Beauty) فیلمی آمریکایی در ژانر کمدی-درام به کارگردانی سام مندز و محصول سال ۱۹۹۹ است. کوین اسپیسی نقش مدیر تبلیغاتی را ایفا می‌کند که وقتی شیفتهٔ بهترین دوست‌ دختر نوجوانش با بازی مینا سوواری شده، دچار بحران میانسالی می‌شود. آنت بنینگ نقش همسر اسپیسی و تورا برچ نقش دخترشان را ایفا می‌کند. وس بنتلی، کریس کوپر و الیسون جنی نیز در این فیلم حضور دارند. منتقدان این فیلم را طنزی از مفاهیم طبقه متوسط آمریکایی در مورد زیبایی و رضایت شخصی توصیف کرده‌اند. نتیجهٔ تحلیل بر روی این فیلم بیشتر بر عشق عاشقانه و پدرانه، تمایلات جنسی، مادی‌گرایی، رهایی از خود و رستگاری متمرکز شده‌است.
زیبای آمریکایی که در ۱۷ سپتامبر ۱۹۹۹ در آمریکای شمالی منتشر شد، مورد تحسین گسترده منتقدان و مردم قرار گرفت. این پرمخاطب‌ترین فیلم آمریکایی سال بود و بیش از ۳۵۰ میلیون دلار در سراسر جهان در برابر بودجهٔ ۱۵ میلیون دلاری خود فروخت. در هفتاد و دومین دوره جوایز اسکار، این فیلم برنده چندین جایزه اسکار از جمله بهترین فیلم، بهترین کارگردانی برای مندس، بهترین بازیگر مرد برای اسپیسی، بهترین فیلم‌نامه غیراقتباسی برای بال و بهترین فیلم‌برداری برای هال شد. این فیلم نامزد و برنده جوایز و افتخارات بسیاری شد که عمدتاً در زمینهٔ کارگردانی، نویسندگی و بازیگری بود.

## داستان
فیلم در مورد مردی میانسالی به نام لستر برنهام (کوین اسپیسی) است که در یک مجله تبلیغاتی مطلب می‌نویسد. همسر وی کارولین(آنت بنینگ)نام دارد. آن‌ها به هیچ وجه زندگی خوبی ندارند و روابطشان مدت هاست رو به سردی نهاده و تنها عامل حفظ خانواده آن‌ها دخترشان جینی است. لستر علاوه بر این مشکلات دچار افسردگی نیز شده‌است و مدت هاست که زندگی خود را پوچ می‌داند، به طوری که در ابتدای فیلم می‌گوید: من الان یه مرده متحرکم. روابط جینی با پدرش لستر نیز زیاد خوب نیست؛ چون او را عامل دعوا و سردی در خانه می‌داند.
لستر یک شب به اصرار همسرش برای بهبود روابط خود با دخترش به دبیرستان دخترش می‌رود تا نمایش رقص وی را تماشا کند؛ اما در دبیرستان وقتی دوست جینی یعنی آنجلا را می‌بیند، احساس می‌کند بعد از مدت‌ها عشقی در دل او به وجود آمده و عاشق آنجلا می‌شود. لستر حالا دیگر زندگی خود را پوچ نمی‌داند؛ بلکه هدف خود را از زندگی فقط رسیدن به آنجلا و داشتن روابط عاشقانه با آنجلا می‌داند. لستر از روز بعد تصمیم به تغییر می‌گیرد تا به آنجلا دست یابد ابتدا رئیسش را تهدید می‌کند و از وی حقوق یک سالش را می‌گیرد. سپس از کار استعفا داده و سعی می‌کند با حرکاتش زنش را که عامل بدبختی خود می‌داند تا مرز جنون آزار دهد و همچنین تصمیم به لاغر کردن می‌گیرد و تمام وقتش را به بدن سازی اختصاص می‌دهد.
در همین احوال خانواده جدیدی به همسایگی لستر می‌آیند. پدر خانواده سرهنگ بازنشسته نیروی دریایی کلنل فیتز است و زنی با افسردگی شدید دارد و پسرشان ریکی نام دارد که چون در ۱۵ سالگی به دام اعتیاد افتاده بود، کلنل به وی همیشه مشکوک است و از ۱۵ سالگی تا حال که ۱۹ سالش است، هر سال دو بار از وی تست ادرار اعتیاد می‌گیرد؛ اما ریکی هنوز معتاد است و علاوه بر آن موادفروش نیز شده‌است و پدرش را نیز فریب می‌دهد. به طوری که هر گاه از وی آزمایش ادرار می‌خواهد، ادرار بچه به پدرش می‌دهد (این ادرار را از یکی از مشتریانش که پرستار یک پزشک اطفال است می‌گیرد). ریکی در دبیرستان جینی دختر لستر را ملاقات می‌کند و هر دو عاشق هم می‌شوند. همچنین لستر به دلیل بدن سازی اقدام به مصرف مواد نیرو زا می‌کند و موادش را از ریکی می‌خرد. لستر در اواخر فیلم متوجه خیانت همسرش کارولین شده و این انگیزه‌اش را برای همبستری با آنجلا بسیار بالاتر برده. خودخواهی‌های لستر و چشم چرانی‌هایش به آنجلا باعث می‌شود نفرت جینی نسبت به پدر افزون شود تا آن جا که تصمیم به قتل لستر می‌گیرد (البته این کار را نمی‌کند). رفت‌وآمدهای زیاد ریکی به خانه لستر و همچنین بروز یک اتفاق باعث ایجاد یک سوء تفاهم برای کلنل می‌شود به طوری که فکر می‌کند پسرش و لستر روابط همجنس گرایانه دارند (این سوء تفاهم بود؛ زیرا ریکی برای فروش مواد به خانه لستر می‌رفت). این سوء تفاهم باعث می‌شود، کلنل با کتک و خشونت ریکی را از خانه بیرون بیندازد. ریکی که حالا دیگر هیچ امیدی به زندگی با پدر و مادر خود ندارد، تصمیم به فرار به نیویورک به همراه جینی می‌گیرد و جینی که دیگر حالش از پدر و مادرش بهم می‌خورد و متوجه می‌شود، آن‌ها چقدر خودخواهند از تصمیم ریکی استقبال کرده و حاضر می‌شود با وی به نیویورک برود (آنها هیچ وقت موفق به انجام این کار نمی‌شوند). در همان هنگام ما متوجه می‌شویم کلنل همجنس‌گرا بوده و چون فکر می‌کرده لستر نیز همجنس‌گراست به وی پیشنهاد رابطه می‌دهد؛ اما لستر به وی می‌گوید: اشتباه گرفته‌است و وی همجنس‌گرا نیست. کلنل متوجه می‌شود به ریکی تهمت الکی زده‌است و برای هیچ و پوچ او را از خانه بیرون انداخته‌است. در نهایت لستر به آنجلا می‌رسد و آنجلا می‌پذیرد با لستر رابطه داشته باشد؛ اما ناگهان اظهار می‌دارد که هر چه دربارهٔ روابط جنسی گذشته‌اش گفته‌است، دروغ بوده و تا حالا با کسی رابطه نداشته‌است. لستر که متوجه می‌شود آنجلا باکره است، حاضر نمی‌شود با آنجلا رابطه جنسی برقرار کند و به خاطر لذت خویش زندگی آنجلا را بر باد دهد. در این میان کارولین از خیانت خود پشیمان است و می‌خواهد خودش را به قتل برساند اما حاضر به این کار نمی‌شود. در آخرین صحنه فیلم کلنل فیتز که دچار عذاب وجدان است و از طرفی نگران این است که لستر افشا کند وی همجنس‌گرا است، به خانه لستر رفته و او را به قتل می‌رساند.

## بازیگران
- کوین اسپیسی
- آنت بنینگ
- تورا برچ
- وس بنتلی
- مینا سوواری
- پیتر گلگر
- الیسون جنی
- کریس کوپر
- اسکات باکولا
- سام روباردس